# Zarzecze (Olkusz)
Pour les articles homonymes, voir Zarzecze.
Zarzecze est une localité polonaise de la gmina de Wolbrom, située dans le powiat d'Olkusz en voïvodie de Petite-Pologne.